# A přece nezemřeš
A přece nezemřeš je druhý román Leeho Childa ze série knih s Jackem Reacherem. Vydán byl v roce 1998 a je vyprávěn ve třetí osobě.

## Děj knihy
Protože Reacherovi docházejí peníze, udělá si zastávka v Chicagu, aby zde pracoval jako hlídač u dveří v hudebním klubu. Náhodou se však zaplete do únosu agentky FBI Holly Johnsonové. Oba jsou pak odvlečeni do minivanu a převezeni na druhou stranu Spojených států. Mezitím se Hollyini kolegové v Chicagu snaží objasnit její náhlé zmizení.
Když dorazí do Yorke County (fiktivní název), odlehlé oblasti v Montaně, Reacher a Holly zjistí, že stojí proti místní ozbrojené skupině s názvem Montanská domobrana, která se skládá z asi 100 mužů vedených Beau Borkenem. Velkolepým ale zároveň bezohledným a megalomanským záměrem této skupiny je odtržení části území Montany z Unie a vytvoření nového státu. Holly je dcerou armádního generála – šéfa Spojeného výboru náčelníků štábů USA. Holly je ale se svým otcem nerada spojována a dlouho pracovala na tom, aby nebyla kvůli své rodině protežována. Proto také Reacherovi hned neprozradí, že má významné vazby i na samotného Prezidenta Spojených států.
Další komplikace pak jenom zvyšují chaos a zmatek, který kolem této zločinecké skupiny panuje. Do děje vstupuje člen militantní skupiny jménem Brogan, kterému se podařilo infiltrovat do chicagského týmu FBI a muž jménem Jackson, jenž naopak pracuje pro FBI a v této militantní skupině působí v utajení.
FBI, která se již blíží k základně Montanské domobrany, dojde k podezření, že to byl Reacher, kdo celý únos zorganizoval a vedl. Bývalý velící důstojník majora Reachera, generál Leon Garber, se musí do celé záležitosti vložit, aby FBI přesvědčil o opaku.
Jack Reacher se v těchto raných počátcích knižní série zdá být jako postava znatelně zranitelnější, chybující a více projevující emoce, a to obzvláště pro čtenáře, kteří knihu četli mimo pořadí. Tato postava se pak v průběhu času vyvíjí v mnohem silnější a hrůzu nahánějící smrtící stroj.